# 鞍掛島灯台
鞍掛島灯台（くらかけしまとうだい）は、兵庫県姫路市クラ掛島にある灯台である。

## 歴史
- 2017年（平成29年）2月24日 - LED利用の光源変更に伴い、灯質が群閃発光 毎16秒に4閃光から 毎6秒に2閃光に変更、光達距離が10.5海里から7.5海里に変更[1]。

## 交通
無人島で定期航路も無いため、漁船などのチャーターによるしかない。